# أكيهيكو هوندا
أكيهيكو هوندا (باليابانية: 本田明彦؛ بالكانا: ほんだ あきひこ) هو مروج ياباني، ولد في 9 سبتمبر 1947 في طوكيو في اليابان.

## وصلات خارجية
- أكيهيكو هوندا على موقع بوكس ريك (الإنجليزية) (registration required)